# Давид Вагнер
Давид Вагнер (на немски: David Wagner) е германски писател, автор на романи, разкази, стихотворения и фейлетони.

## Биография
Давид Вагнер е роден на 17 април 1971 г. в Андернах. Израства в Рейнската област. Следва общо и сравнително литературознание и история на изкуството в Бон, Париж и Берлин. Дълго пребивава в Рим, Барселона и Мексико сити.
Вагнер си създава известност с дебютния роман „Моите нощносини панталони“ („Meine nachtblaue Hose“) (2000), в който описва едно детство в Рейнската област от 70-те и 80-те години на XX век. Следва сборник с кратки истории – „Всичко, което липсва“ („Was alles fehlt“) (2002), стихосбирка и множество разкази, публикувани в поредицата „По-хубаво четене“.
От 1999 до 2001 г. Вагнер пише фейлетони за берлинските страници на „Франкфуртер Алгемайне Цайтунг“, а от 2002 до 2003 г. е колумнист за седмичника „Цайт“.
През 2009 г. излизат романите му „Четири ябълки“ („Vier Äpfel“) и „Детето говори“ („Spricht das Kind“), които му донасят отличия.
Давид Вагнер страда от автоимунен хепатит, поради което трябва да се подложи на чернодробна трансплантация. Преживяванията си пресъздава в книгата „Живот“ („Leben“) (2013), която се състои от 277 номерирани миниатюри и получава голямата „Награда на Лайпцигския панаир на книгата“ за 2013 г.
Вагнер е член на немския ПЕН клуб. Живее в Берлин като писател на свободна практика. Има една дъщеря.

## Награди и отличия
- 1998: Alfred-Döblin-Stipendium
- 1999: Walter-Serner-Preis
- 2000: „Награда Дедалус“ за разказ
- 2001: „Награда Георг К. Глазер“
- 2001: Kolik-Literaturpreis
- 2005: „Поощрителна награда Марта Заалфелд“
- 2013: „Награда на Лайпцигския панаир на книгата“ für Leben (Kategorie: Belletristik)
- 2014: „Кранихщайнска литературна награда“
- 2014: 21st Century Best Foreign Novel of the Year 2014[1]